# 비선형 (음반)
《비선형》은 2인조 밴드 MOT의 2004년 데뷔 음반이다. 이 음반은 한국대중음악 100대 명반 중 한 음반으로 선정되기도 했다.

## 곡 목록
- 7번 트랙을 제외한 모든 트랙은 이이언(eAeon)이 작사와 작곡을 맡았고, 이이언(eAeon)과 지이(Z. EE)가 편곡을 맡았다. 7번 트랙은 작사, 작곡, 편곡 모두 이이언(eAeon)이 단독으로 하였다.

1. Cold Blood
2. What A Wonderful World
3. 카페인
4. I Am
5. Love Song
6. 현기증
7. 가장 높은 탑의 노래
8. 그러나 불확실성은 더욱 더
9. 자랑
10. 상실
11. 나의 절망을 바라는 당신에게
12. 날개